# P. M. Computerheft
Peter Moosleitner, fundador y primer editor de la revista científica P.M. Magazin (publicada en España como Muy Interesante), al darse cuenta de la importancia de los ordenadores en la década de 1980 publica en Alemania P. M. Computerheft editado por Gruner & Jahr. El primer número se publica en 1982; desde 1984 pasa a mensual y el 27 de septiembre de 1989 se publica su último número (10/89). al principio eran números especiales de P.M. Magazin, y a partir de 1983 como una revista independiente.
El subtítulo de la revista era Mit Computern arbeiten und leben (Trabajar con ordenadores y vivir). La revista de informática tuvo en cuenta todos los sistemas informáticos del momento, como la Familia Atari de 8 bits, Atari ST, Commodore 64, Commodore 128, Commodore Amiga Apple II, Dragon 32/64, TRS-80, TRS-80 Color Computer, Texas Instruments TI-99/4A, no sólo el ordenador doméstico o las grandes máquinas de calcular. Además de los informes (en parte también desde un punto de vista científico), información útil sobre hardware y software, cursos de programación y consejos, una categoría de la pregunta del lector, también había una sección de programas para teclear y anuncios clasificados.